# 軟性下疳

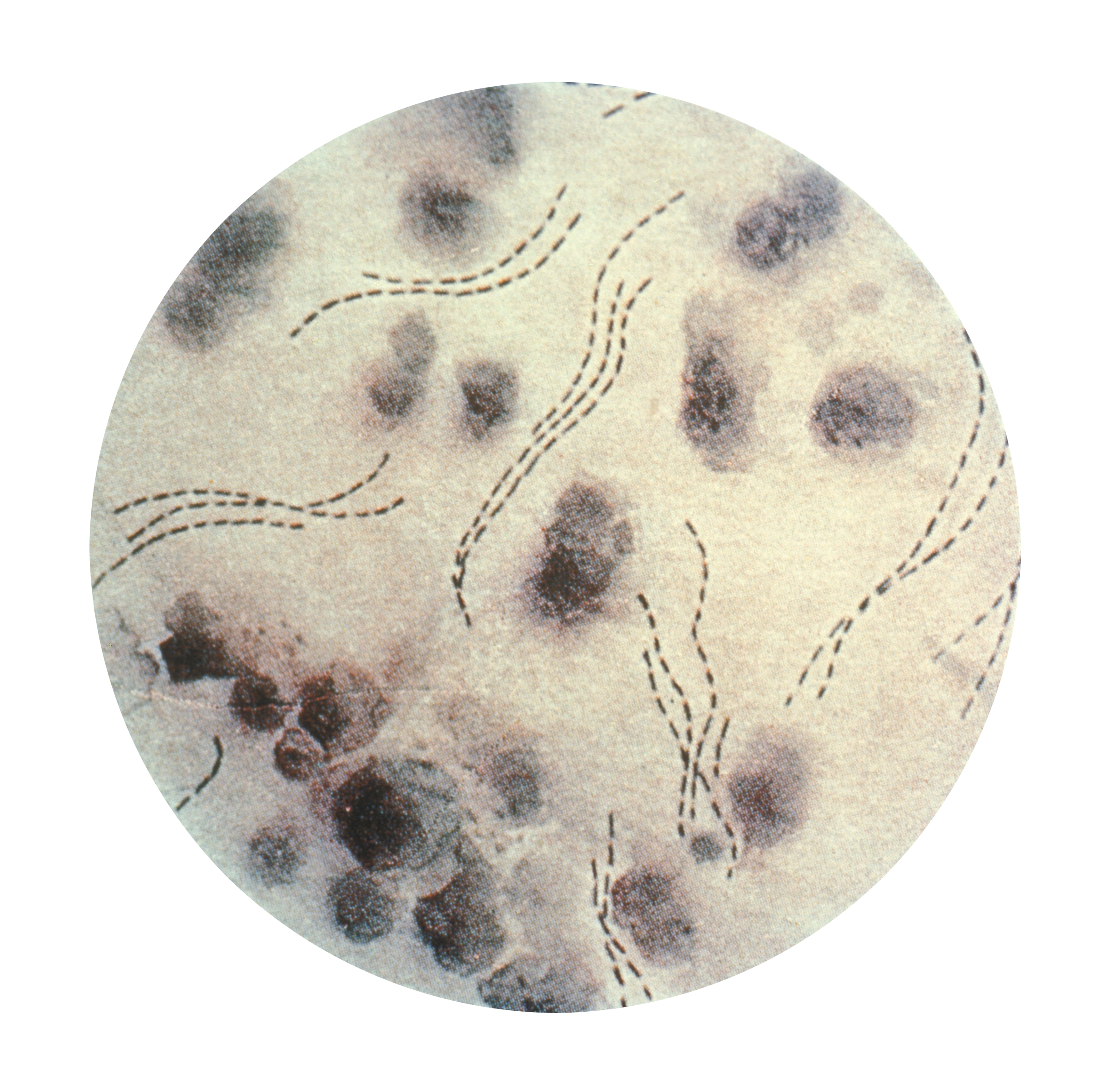
軟性下疳菌

軟性下疳（なんせいげかん）とは、軟性下疳菌(Haemophilus ducreyi)を原因菌とする性感染症、旧性病予防法に定める性病である。日本では症例は少なく、アフリカや東南アジアに多い。
接触感染後1～7日の潜伏期を経て、生殖器に発赤、膿胞から潰瘍（下疳）を生じ、痛みや出血を伴う。そののち鼠径リンパ節が痛みを伴って腫脹（黄根）化膿し、自潰（じかい）するようになる。
発育にはX因子を必要とする。